# Beemster
Beemster – gmina w Holandii, w prowincji Holandia Północna.

## Miejscowości
Middenbeemster, Noordbeemster, Westbeemster, Zuidoostbeemster.

## Obiekt światowego dziedzictwa UNESCO
Polder Beemster to najstarszy obszar ziemi w Holandii utworzony poprzez osuszenie morza. Został odwodniony w 1612 roku dzięki postępowi w technologii młynów wiatrowych i do dziś jest wykorzystywany rolniczo. Ze względu na swoje historyczne znaczenie Beemster został w 1999 roku wpisany na listę światowego dziedzictwa UNESCO.